# Rothschildia hesperus
Rothschildia hesperus är en fjärilsart som beskrevs av Carl von Linné 1758. Rothschildia hesperus ingår i släktet Rothschildia och familjen påfågelsspinnare. Inga underarter finns listade.

## Bildgalleri

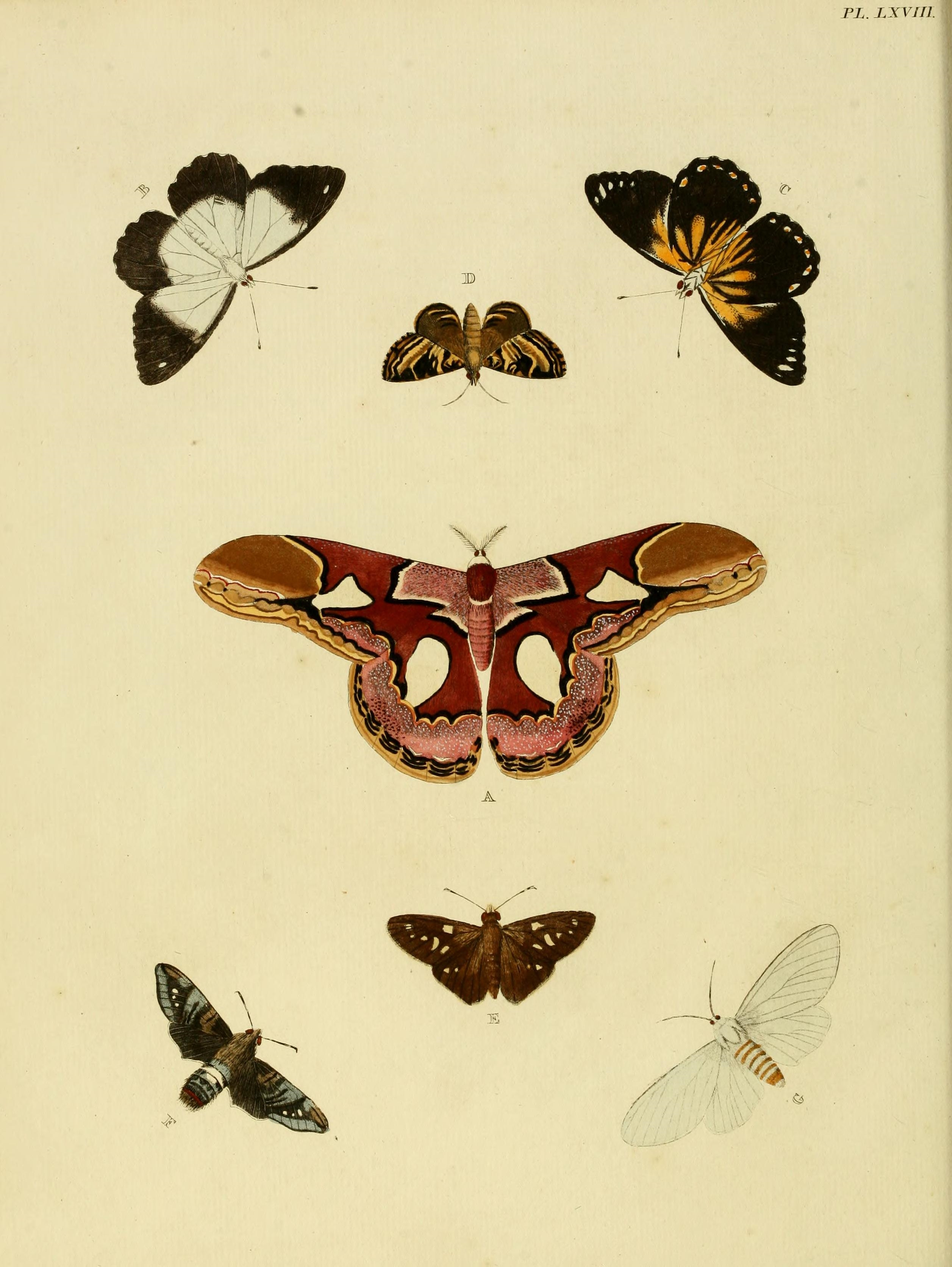